# ایتالیا ایتالیا (مجموعه تلویزیونی)

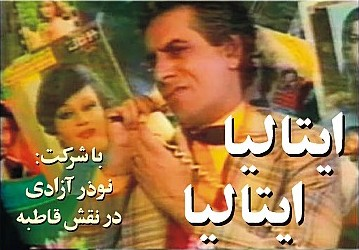
نوذر آزادی در نقش قاطبه

ایتالیا ایتالیا نام یکی از سریال‌های طنز ایرانی است که پیش از انقلاب در ایران تهیه و از تلویزیون ملی ایران پخش می‌شد.
این سریال که در ۶ قسمت تهیه شده بود، همزمان با جشن نوروز و در شبانگاه سه‌شنبه ۱ فروردین ۱۳۵۷ از تلویزیون ملی ایران پخش شد.
نویسندگی و کارگردانی این مجموعه تلویزیونی را نوذر آزادی به عهده داشت، مدت زمان ساخت آن ۴۵ روز بود و در ابتدا قرار بود به صورت یک فیلم سینمایی با تهیه‌کنندگی سیامک یاسمی انجام شود، اما به دلایلی این کار عملی نشد و به صورت یک مجموعه تلویزیونی ۶ قسمتی از تلویزیون ملی ایران پخش شد. در این سریال عده‌ای از خوانندگان ایران به صورت صریح مورد شوخی و انتقاد گرفتند.
این سریال طنز طبقه مرفه و تغییرات سریع فرهنگی، همجنس‌گرایی، مصرف‌گرایی و بی‌اخلاقی اجتماعی در ایران را نقد می‌کند.

## بازیگران اصلی
در این سریال بازیگران مشهور تئاتر و تلویزیون ایران به ایفای نقش می‌پرداختند:
- نوذر آزادی در نقش جعفر قاطبه، یک مرد کلاه‌بردار با نقشی اغراق‌شده که در دو نقش بازی می‌کند و در هر دو نقش کلاه‌بردار است! او افراد زیادی را گول زده و مال و اموال آنان را از چنگشان درمی‌آورَد، ولی همهٔ آن را صرفِ عیاشی می‌کند.
- اختر کریمی زند همسر قاطبه و یک زنِ اصفهانی است که شش فرزند دارد. نکتهٔ جالب آن‌که پسرها به لهجهٔ پدر و دخترها به لهجهٔ مادر صحبت می‌کنند.
- شهلا ریاحی در نقش انور زمان، که یک بیوهٔ پولدار است و در سفرِ اخیر به ایتالیا توسط «سالواتوره» (نوذر آزادی) اغفال می‌شود، ولی در سفرِ سالواتوره به تهران، جای قاطبه و سالواتوره عوض می‌شود و….
- پروین دولتشاهی در نقش خانم مفخم، که در رفت‌وآمدهایش به آرایشگاهی که انور زمان از آن استفاده می‌کند، متوجه موضوع می‌شود و نقشهٔ جایگزینی را همراه با دستیارش (نود و سه) می‌کشد.
- جهانگیر فروهر در نقش ۹۳ (نود و سه)، یک گانگستر حرفه‌ای که دستیار خانم مفخم است.
- گیتی ساعتچی در نقش کلفت خانهٔ انور زمان، که او هم توسط قاطبه اغفال و به هوای بازیگری رام او می‌شود.
- محمد ورشوچی در نقش مونس، شاگرد بنگاه قاطبه. صاحب انتری به نام مخمل.
- محمود بهرامی در نقش اِبی، گانگستر زیردست نود و سه.
- جهانگیر صمیمی‌فرد در نقش اِسی، گانگستر زیردست نود و سه.
- منوچهر حامدی در نقش محرم، نوکر خانم مفخم.
- محمد گودرزی در نقش افسر کلانتری.
- کیومرث حبیب‌زاده، در نقش «هوشی»، آرایشگر زنانه.

## عوامل تولید
- کارگردان فنی: پوران درخشنده